# Сажина (Ачитский муниципальный округ)
Сажина — деревня в Ачитском городском округе Свердловской области. Управляется Тюшинским сельским советом.

## География
Населённый пункт располагается на правом берегу реки Еманча в 34 километрах на восток от посёлка городского типа Ачит.

### Часовой пояс
Сажина, как и вся Свердловская область, находится в часовой зоне МСК+2. Смещение применяемого времени относительно UTC составляет +5:00.

## Население
| 2002 | 2010 | 2021 |
| ---- | ---- | ---- |
| 18   | ↗19  | ↘5   |

## Инфраструктура
В деревне расположена всего одна улица: Трактовая.